# Honda S-MX
El Honda S -MX es un monovolumen producido por Honda Motor Company, vendido entre 1996 y 2002, predecesor del Honda CR-V.

## Diseño

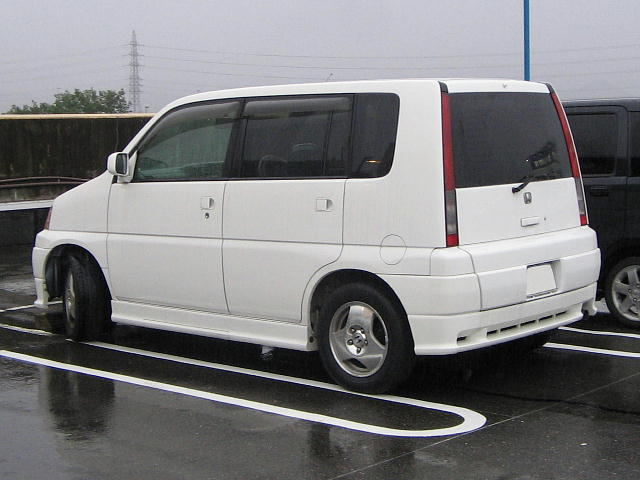
Honda S-MX

El S-MX es similar en apariencia al Honda Stepwgn de mayor tamaño, pero recortado sustancialmente en longitud y altura. El Stepwgn tenía tres filas de asientos para acomodar a ocho pasajeros, sin embargo el S-MX tiene solamente dos filas de asientos para cuatro o cinco pasajeros. Con el fin de maximizar el espacio para los pasajeros de la S-MX utiliza un banqueta en vez de 2 asientos individuales en la parte delantera y una transmisión automática de cuatro velocidades, la única transmisión disponible. El S-MX fue propulsado por un motores de serie B de 2.0 litros DOHC y cuatro válvulas por cilindro, sin uso del sistema VTEC. La potencia máxima era de 128 CV (130 CV; 96 kW) @ 5500 rpm y el par máximo de 135 lb·ft (18.7 kgf·m; 183 N·m) @ 4200 rpm. Este motor lo compartiría con el Honda CR-V. Al igual que el CR-V, el S-MX estaba disponible con tracción delantera o tracción a las cuatro ruedas motrices (opcional).
Como era costumbre de los monovolúmenes de la época el S-MX cuenta con solo una puerta corredera trasera en el lado izquierdo del vehículo de pasajeros. Esta característica era por la seguridad de los pasajeros, para evitar salir a la circulación del tráfico.

## Historia
El S -MX salió a la venta en noviembre de 1996 y estaba disponible en tres acabados diferentes:
- Base: Con tracción en las ruedas delanteras
- 4WD: Contaba con cuatro ruedas motrices, una altura de carrocería 15 mm más alto y selecciones de engranajes adicionales para la transmisión.
- Lowdown: Contaba con una altura de la carrocería 15 mm más bajo en comparación con el modelo base, un spoiler delantero, alerón trasero, faldones laterales y llantas exclusivas de 15 pulgadas.

El S-MX fue rediseñado ligeramente el año 2000 con un paragolpes de plástico en color sustituyendo los parachoques de plástico anteriores en gris en el modelo base y 4WD. El modelo reestilizado salió a la venta en diciembre de ese año. Coincidiendo con el lanzamiento del nuevo exterior, también se lanzó un nuevo acabado, el Custom Basic. Este nuevo acabado era de menor precio y eliminó varias de las características de estándar anterior, tales como el reproductor de CD, los espejos eléctricos y las ventanas traseras tintadas.
La producción del S-MX terminó en 2002 y el vehículo fue reemplazado por el FR-V en 2004.